# 女神が家にやってきた
『女神が家にやってきた』（めがみがウチにやってきた、原題: Bringing Down the House）は、2003年にアメリカで公開されたロマンティック・コメディ映画。

## ストーリー
弁護士のピーターは、生真面目な仕事人間。その性格が災いして、二年前に妻と子供たちに愛想を尽かされた彼は、現在出会い系サイトのチャットにハマッていた。そんなある日、チャット相手である知的な女弁護士シャーリーンと実際に合うことになった彼は、大喜びで待ち合わせ場所に出向くのだった。だが、そこに現れたのは、写真とは全く別人の黒人女性だった。自分に教えられていた彼女の経歴が全て嘘だったということに、落胆するピーター。しかも彼女は、今世間を騒がせている脱獄囚だということが判明する。すぐに彼女を警察に引き渡そうとするピーターだったが、彼女は必死に自らの無実を主張する。そう彼女が弁護士のピーターに近づいたのは、自らの無実を証明してほしいからだったのだ。彼女の言い分をとりあえずは信じてみることにしたピーターだったが、彼女の破天荒なペースに次第に振り回され始める。

## キャスト
※括弧内は日本語吹替
- ピーター・サンダーソン - スティーヴ・マーティン（安原義人）
- シャーリーン・モートン - クィーン・ラティファ（高乃麗）
- ハウイー・ロットマン - ユージン・レヴィ（斎藤志郎）
- ヴァージニア・アーネス - ジョーン・プロウライト（斉藤昌）
- ケイト・サンダーソン - ジーン・スマート（弥永和子）
- サラ・サンダーソン - キンバリー・J・ブラウン（小島幸子）
- ジョージー・サンダーソン - アンガス・T・ジョーンズ（村上想太）
- アシュリー - ミッシー・パイル（金野恵子）
- ウィドー - スティーヴ・ハリス（中博史）
- トッド・ゲンドラー - マイケル・ローゼンバウム（松本保典）
- クライン夫人 - ベティ・ホワイト（京田尚子）
- グレン - ビクター・ウェブスター（星野充昭）